# Bellevue-la-Montagne
Bellevue-la-Montagne ist eine französische Gemeinde mit 448 Einwohnern (Stand: 1. Januar 2022) im Département Haute-Loire in der Region Auvergne-Rhône-Alpes (vor 2016 Auvergne); sie gehört zum Arrondissement Le Puy-en-Velay und zum Kanton Saint-Paulien.

## Geographie
Bellevue-la-Montagne liegt etwa 21 Kilometer nordnordwestlich von Le Puy-en-Velay.

### Nachbargemeinden
Umgeben wird Bellevue-la-Montagne von den Nachbargemeinden Chomelix im Norden, Saint-Pierre-du-Champ im Osten und Nordosten, Vorey im Osten und Südosten, Saint-Geneys-près-Saint-Paulien im Süden, Céaux-d’Allègre im Westen und Südwesten, Monlet im Westen sowie Félines im Nordwesten.

## Bevölkerungsentwicklung
| Jahr                       | 1962 | 1968 | 1975 | 1982 | 1990 | 1999 | 2006 | 2011 | 2017 |
| Einwohner                  | 775  | 687  | 580  | 521  | 487  | 479  | 515  | 472  | 419  |
| Quellen: Cassini und INSEE |      |      |      |      |      |      |      |      |      |

## Sehenswürdigkeiten
- Kirche Saint-Just

## Persönlichkeiten
- Guy Debord (1931–1994), Künstler